# Contramobilidade

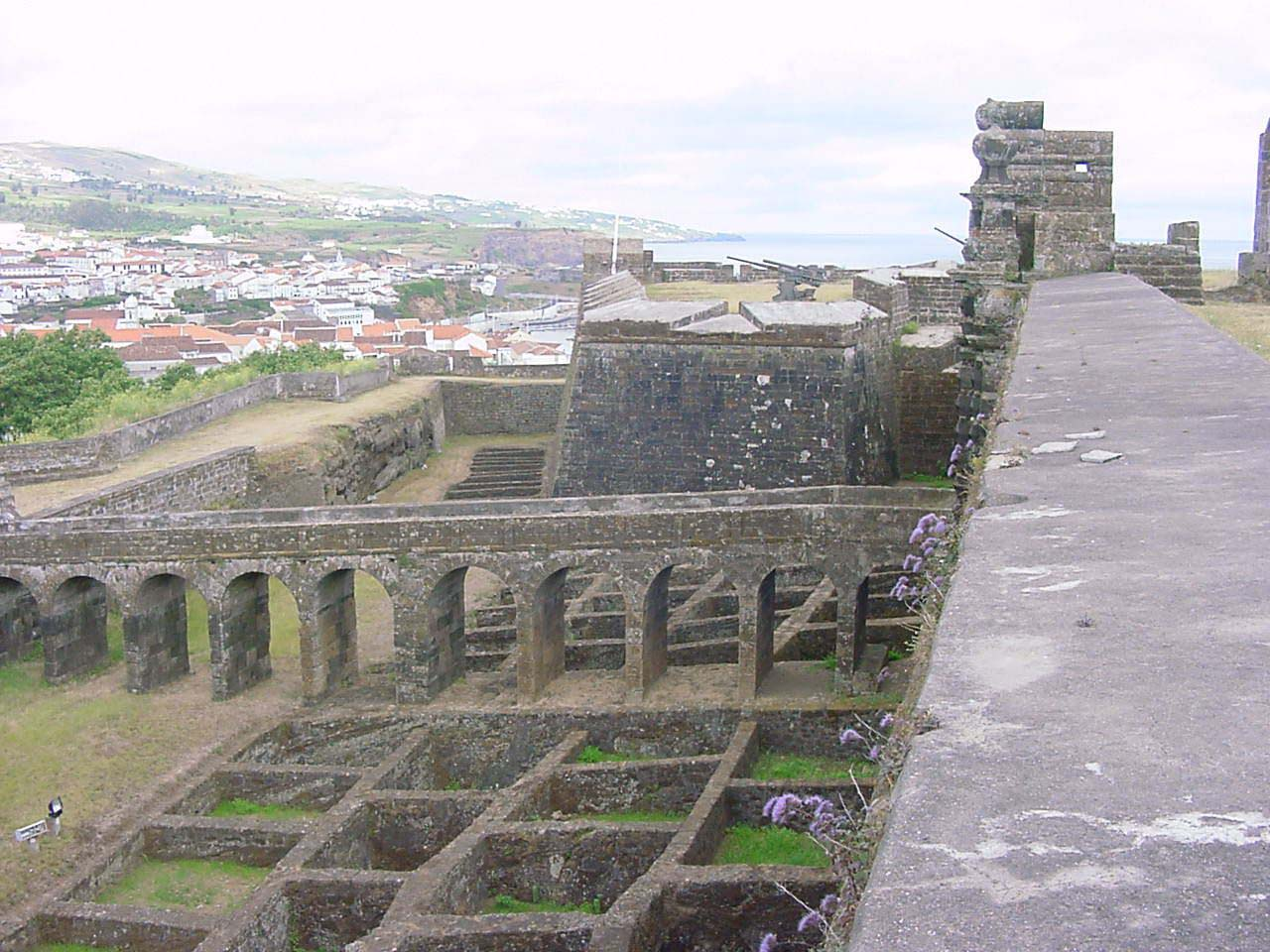
Covas de lobo no fosso da Fortaleza de São João Baptista na ilha Terceira, Portugal.

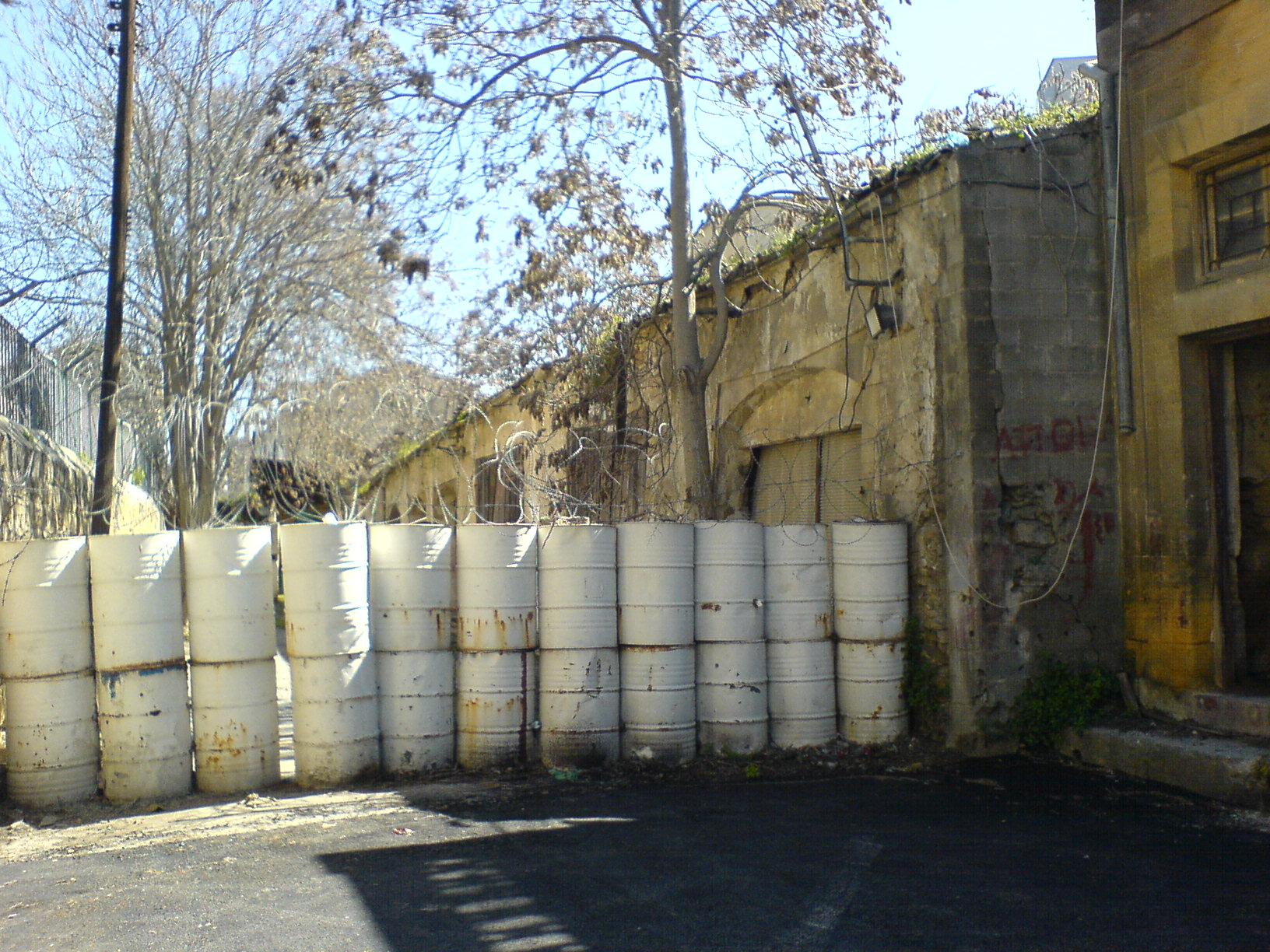
Aproveitamento de uma área urbanizada, como obstáculo na Linha Verde, Chipre.

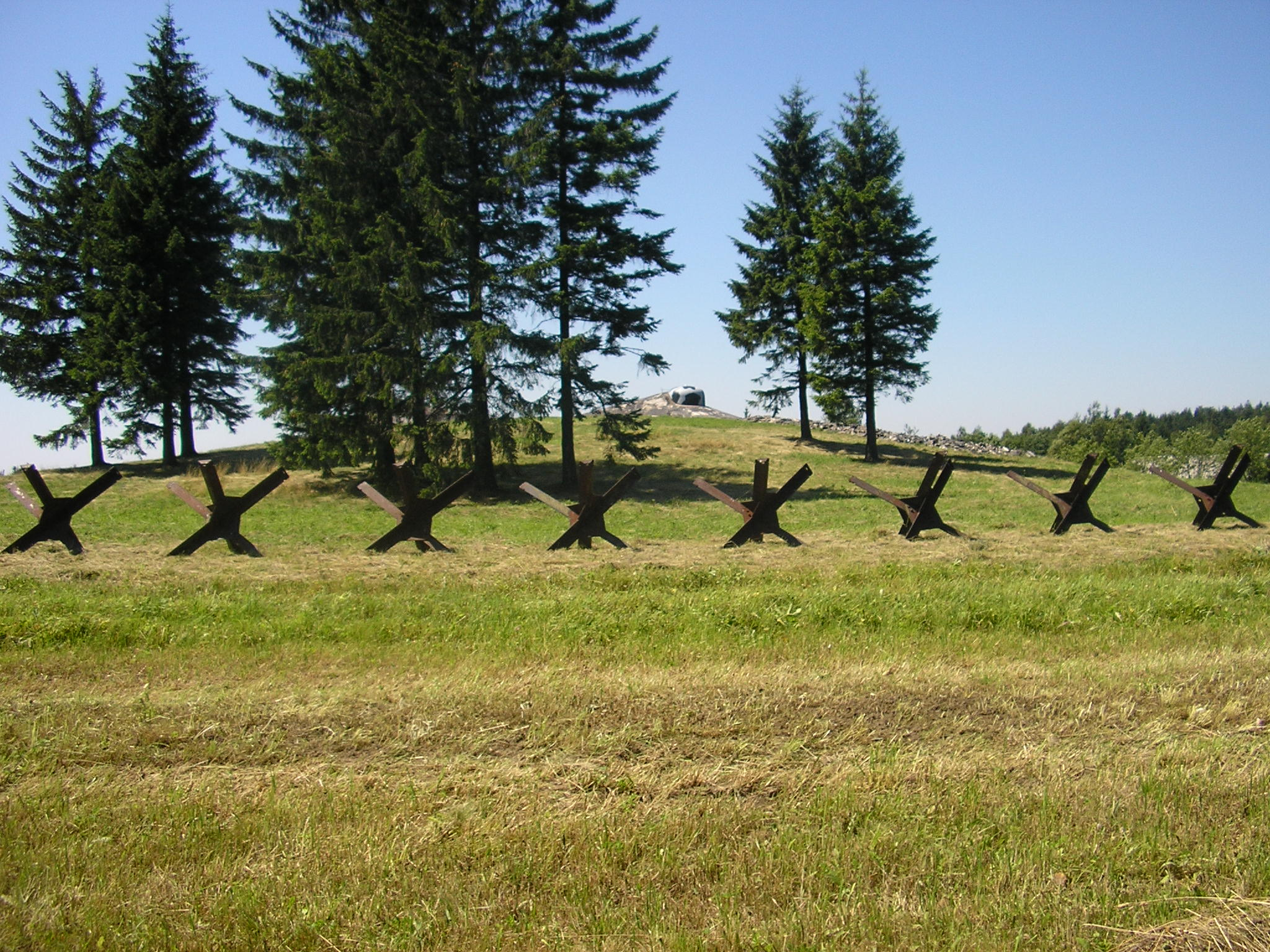
Obstáculo de ouriços checos, da Segunda Guerra Mundial, Polónia.

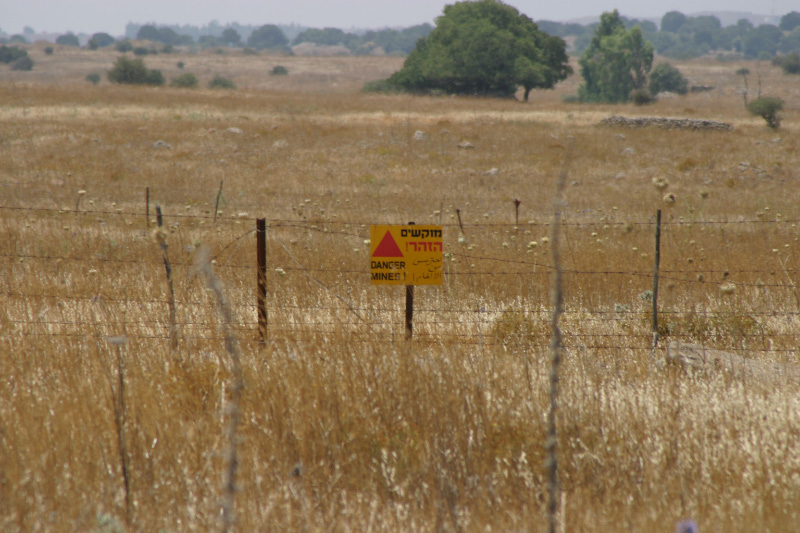
Campo de minas nos montes Golã, Israel.

No âmbito da engenharia militar, a contramobilidade é o conjunto de trabalhos e de meios destinados a deter, a abrandar ou a canalizar o movimento das forças inimigas, com o intuito de as destruir ou de as impedir de atingir os seus objetivos. 
A ação de contramobilidade consiste, essencialmente na construção ou melhoramento de obstáculos à movimentação de tropas, para restringir a liberdade de manobra do inimigo. Estes são obstáculos naturais, construções artificiais transformadas em obstáculos, obstáculos especialmente construídos, obstáculos ocultos ou outros impedimentos obstrutivos ao movimento de tropas e dos seus veículos. A impedir a manobra estratégica, tática ou operacional, o obstáculo representa uma barreira adicional à barreira ativa constituída pelas próprias forças amigas, que ajuda a evitar que os objetivos inimigos sejam atingidos.
Os obstáculos são usados nas operações de combate para criar canalizar as forças inimigas, para melhorar o campo de tiro de armas de tiro direto ou para proteger fortificações ou pontos estratégicos. Os obstáculos naturais podem ser usados defensivamente, através de trabalhos que os tornem mais difíceis de ultrapassar. Os obstáculos originados por edificações artificiais podem ser convertidos em obstáculos de contramobilidade, através do seu reforço ou da sua demolição sobre vias de comunicação adjacentes, interditando-as oa inimigo. Os obstáculos especialmente construídos são usados na defesa de fortificações, posições ou zonas, no âmbito de um plano defensivo. 

## Obstáculos naturais
Os obstáculos naturais são representados pelas caraterísticas do terreno que limitam o atravessamento do local pela maioria das tropas e dos seus veículos. Incluem cursos de água e áreas de pouca drenagem como rios, lagos e pântanos. Os dois primeiros podem ser atravessados por veículos anfíbios ou por veículos com capacidade de vadear, depois de uma preparação ou podem ser atravessados através da instalação de pontes ou de pontões. Para atravessarem o obstáculo, as tropas têm que ser canalizadas para os locais preparados ou locais da instalação das pontes e pontões, concentrando-se aí e, assim, tornando-se alvos fáceis para os defensores do obstáculo. O solo e as rochas também representam obstáculos à mobilidade, se o solo for demasiado macio e incapaz de suportar o peso dos veículos militares ou se o terreno é montanhosos e rochoso o que torna impossível o movimento organizado. A vegetação, como selvas e florestas densas, também representam obstáculos ao movimento, mesmo a tropas ligeiras apeadas. alguns obstáculos naturais podem ser o resultado de condições climatéricas, como a neve profunda ou os desabamentos causados por chuvas intensas.

## Obstáculos resultantes de construções artificiais
As construções feitas pelo homem podem tornar-se em obstáculos. Lagos artificiais, canais e terrenos agrícolas, especialmente os de regadio intensivo como os arrozais, podem constituir obstáculos à mobilidade ainda mais dificeis de ultrapassar que os naturais. A atividade mineira cria crateras. Linhas de árvores quebra-ventos, muros, sebes e matas também interrompem a mobilidade, especialmente dos veículos. Por último, as áreas urbanizadas representam obstáculos, oferecendo elevadas posições de tiro e desfiladeiros para canalização de tropas inimigas, que são obrigadas a avançar, relativamente concentradas, através dos arruamentos. Os próprios edifícios podem ser demolidos, criando enormes barreiras de entulho.

## Obstáculos especialmente construídos
Os obstáculos especialmente construídos são aqueles preparados pelas tropas de engenharia militar, resultantes da criação de impedimentos à progressão de tropas a pé ou em veículos. Podem ser obstáculos passivos como barreiras de arame farpado, estrepes, dentes de dragão, cavalos de frisa, covas de lobo e oriços checos. Também podem ser obstáculos ativos como minas, fornilhos, agentes NBQ ou outras armas de interdição. 

## Referência
- Liddell Hart, Basil Henry, The Tanks: The history of the Royal Tank Regiment and its predecessors, Heavy Branch, Machine-Gun Corps, Tank Corps, and Royal Tank Corps, 1914-1945, Cassell, London, 1959